# 造父增二
造父增二（HD 210220），又名BD+58 2393，SAO 34072、HR 8442，是一颗仙王座的恒星，视星等为6.32，位于銀經103.04，銀緯2.47，其B1900.0坐标为赤經22h 3m 47.3s，赤緯+58° 2.47′ 9″。